# Niveria guyana
Niveria guyana is een slakkensoort uit de familie van de Triviidae. De wetenschappelijke naam van de soort is voor het eerst geldig gepubliceerd in 2016 door Fehse.